# Клиф Торберн
Клиф Торберн (енгл. Cliff Thorburn; 16. јануар 1948, Викторија) бивши је канадски професионални играч снукера. 

## Каријера
Освојио је Светско првенство у снукеру 1980. године, победивши Алекса Хигинса са 18–16 у финалу и тако постао први шампион света у модерној ери спорта који је изван Уједињеног Краљевства. Познат по надимку „The Grinder“ (дробилица) због свог спорог и одлучног стила игре.
Торберн је био вицешампион на два друга Светска првенства, изгубивши резултатом 21–25 од Џона Спенсера у финалу 1977. и 6–18 од Стива Дејвиса у финалу 1983. године. Један од његових најславнијих тренутака у каријери догодио се током сусрета у другом колу са Теријем Грифитсом 1983. године, када је постао први играч који је остварио максималан брејк у мечу на Светском првенству. Био је други играч, после Дејвиса, који је направио телевизијски 147 максимални брејк у професионалном такмичењу.
Његова друга значајна достигнућа укључују држање првог места на ранг листи током сезоне 1981/82. и освајање Мастерса три пута, 1983, 1985. и 1986. То га је учинило првим играчем који је освојио Мастерс три пута и првим који је одбранио титулу на Мастерсу. Повукао се 1996. године и примљен је у канадску спортску кућу славних 2001. године.
Након завршетка професионалне каријере, играо је на турнирима за ветеране и легенде снукера.